# Queen (Vorname)
Queen ist ein weiblicher Vorname. Er wird hauptsächlich in afrikanischen Ländern und den Vereinigten Staaten vergeben.

## Herkunft und Bedeutung
Der englische Vorname stammt von einem alten Spitznamen, der vom englischen Wort abgeleitet wurde; letztendlich vom altenglischen cwen, was so viel wie Frau, Ehefrau/Gattin bedeutet.
Die Verkleinerungsform lautet Queenie. 

## Bekannte Namensträgerinnen
- Queen Harrison (* 1988), US-amerikanische Hürdenläuferin
- Queen Ifrica (* 1975), jamaikanische Reggae-Sängerin
- Queen Latifah (* 1970), US-amerikanische Musikerin, Schauspielerin und Moderatorin
- Queen Esther Marrow (* 1941), US-amerikanische Gospel-Sängerin
- Queen Obisesan (* 1982), nigerianische Hammerwerferin
- Queen Pen (* 1972), US-amerikanische Rapperin
- Queen Underwood (* 1984), US-amerikanische Boxerin